# Nadia Nadim
Nadia Nadim (* 2. Januar 1988 in Herat, Afghanistan) ist eine dänische Fußballnationalspielerin.

## Leben
Nadim wurde in Afghanistan geboren. Nachdem ihr Vater, ein Armeegeneral, im Jahr 2000 von den Taliban verschleppt und getötet worden war, floh ihre Mutter mit ihr und ihren vier Schwestern nach Dänemark. Nadim wuchs fortan in Aarhus auf, wo sie bei GUG Boldklub FC ihre Fußball-Karriere begann. Es folgten Stationen bei Aalborg BK, B 52/Aalborg FC und Team Viborg Fodbold. Im Sommer 2007 schloss sie sich dann Skovbakken IK an und gewann 2009 mit ihrem Verein den dänischen Pokalwettbewerb, wobei Nadim das entscheidende Tor zum 4:3 im Elfmeterschießen ihrer Mannschaft gelang. Nach vier Jahren bei Skovbakken, verließ sie am 4. Juni 2012 den Verein und wechselte zum Rekordmeister Fortuna Hjørring. Mit Hjørring erreichte sie in der UEFA Women’s Champions League 2012/13 das Achtelfinale, in dem die Mannschaft gegen Kopparbergs/Göteborg FC ausschied. Als Vizemeister 2013 nahm Hjørring auch an der UEFA Women’s Champions League 2013/14 teil, wo man erneut im Achtelfinale am späteren Finalisten Tyresö FF scheiterte. Nadim wechselte im Juni 2014 auf Leihbasis für wenige Monate zum NWSL-Teilnehmer Sky Blue FC, für den sie in nur sechs Spielen sieben Tore erzielte. Die Saison 2015 verbrachte sie erneut bei Sky Blue, ehe sie vor der Saison 2016 zum Portland Thorns FC wechselte. Ende 2017 wechselte Nadim zu Manchester City in die FA Women’s Super League. Seit Anfang 2019 spielte sie für Paris Saint-Germain. Mit PSG erreichte sie in der UEFA Women’s Champions League 2019/20 das Halbfinale, wo sie gegen Titelverteidiger Olympique Lyon mit 0:1 verloren. Nach dem Gewinn der französischen Meisterschaft 2020/21, wozu sie zehn Tore beitrug, wechselte sie in die USA zum Liganeuling Racing Louisville FC. Ende Januar 2024 wechselte sie zur AC Mailand in die italienische Serie A und unterschrieb dort einen Vertrag für die restliche Spielzeit.
Neben dem Fußball studierte sie an der Universität Aarhus Medizin; das Studium schloss sie 2021 ab.

## Nationalmannschaft
Im Frühjahr 2009 nahm Nadim die dänische Staatsbürgerschaft an und debütierte am 4. März 2009 beim Algarve-Cup in einem Spiel gegen die USA für die dänische Nationalmannschaft. Sie nahm an den Europameisterschaften 2009, 2013 und 2017 teil. Bei der EM 2013 musste sie mit ihrer Mannschaft sowohl im Viertelfinale gegen Frankreich als auch im Halbfinale gegen Norwegen ins Elfmeterschießen. Nadim war die einzige Dänin, die in beiden Elfmeterschießen ihren Elfmeter verwandeln konnte. Da gegen Norwegen dies zwei Däninnen nicht gelang, schied Dänemark aus. In der Qualifikation für die WM 2015 kam sie in acht Spielen zum Einsatz und erzielte vier Tore. Da die Däninnen das letzte Heimspiel mit 0:1 gegen Israel verloren, wurden sie hinter der Schweiz und Island nur Gruppendritte und verpassten damit die WM-Endrunde in Kanada. In der Qualifikation für die EM 2017 kam sie in allen acht Spielen der Däninnen zum Einsatz und erzielte dabei sieben Tore, womit sie zusammen mit Pernille Harder beste Torschützin für Dänemark war. Bei der Endrunde kam sie in allen sechs Spielen ihrer Mannschaft zum Einsatz. Im Viertelfinale gegen Titelverteidiger Deutschland konnte sie die Führung der deutschen Mannschaft ausgleichen und durch ein Tor ihrer Mitspielerin Theresa Nielsen wurde das Halbfinale gegen Neuling Österreich erreicht. Nach 120 torlosen Minuten kam es zum Elfmeterschießen, in dem sie als erste Schützin erfolgreich war. Da dies drei Österreicherinnen und nur einer Mitspielerin nicht gelang, zogen die Däninnen in ihr erstes EM-Finale. Hier brachte sie zwar ihre Mannschaft in der dritten Minute durch einen verwandelten Foulelfmeter mit 1:0 gegen Gastgeber Niederlande in Führung, am Ende verloren sie aber mit 2:4. Die Niederländerinnen waren dann auch in den Playoffs der Gruppenzweiten der Qualifikation für die WM 2019 zu stark. Mit sieben Toren in neun Spielen war sie wieder beste Torschützin ihrer Mannschaft – nur die Belgierin Janice Cayman hatte in Europa mehr Tore erzielt. Ihre Tore trugen aber nur dazu bei, dass die Däninnen hinter Schweden Gruppenzweite wurden und dann in den Playoffs zweimal gegen die Niederländerinnen verloren.
In der laufenden Qualifikation für die WM 2023 kam sie verletzungsbedingt nicht zum Einsatz. Nach dem Ausschluss der Russinnen wegen des völkerrechtswidrigen russischen Überfalls auf die Ukraine stehen die Däninnen vorzeitig als WM-Teilnehmerinnen fest, an der sie zuletzt 2007 teilnahmen.
Am 16. Juni 2022 wurde sie für die EM-Endrunde nominiert. Am 24. Juni bestritt sie beim 2:1-Sieg gegen Brasilien ihr 100. Länderspiel. Bei der EM 2025 stand sie wieder im dänische Aufgebot. Am 23. Mai 2025 gab sie den Rücktritt aus dem dänischen Nationalteam nach Ende der EM 2025 bekannt. Ihr letztes Spiel bestritt sie am 12. Juli 2025 bei der 3:2-Niederlage gegen Polen.

## Erfolge
- 2009: Dänische Pokalsiegerin (Skovbakken IK)
- 2014: Dänische Meisterin (Fortuna Hjørring)
- 2017: Gewinn der NWSL-Meisterschaft (Portland Thorns FC)
- 2021: Französische Meisterin (Paris Saint-Germain FC)

## Trivia
Die afghanische Popsängerin Aryana Sayeed nannte Nadim ihre Nichte.